# Christian Luft
Christian Luft (* 17. Februar 1962 in Rastatt) ist ein deutscher politischer Beamter. Seit 2025 ist er Staatssekretär im Bundesministerium für Gesundheit. Zuvor war er von 2018 bis 2021 Staatssekretär im Bundesministerium für Bildung und Forschung.

## Leben
Luft studierte von 1983 bis 1988 Verwaltungswissenschaften an der Universität Konstanz und absolvierte anschließend den Vorbereitungsdienst für den höheren allgemeinen Verwaltungsdienst des Landes Baden-Württemberg. Nach dem Vorbereitungsdienst war er ab März 1991 zunächst als Pressereferent, später als persönlicher Referent sowie als Büroleiter des damaligen Sozialministers Friedhelm Repnik (CDU) tätig. Zudem arbeitete er im Sozialministerium des Landes Baden-Württemberg im Amt eines Ministerialrates als Referatsleiter und stellvertretender Abteilungsleiter für „Arbeit und soziale Sicherung“. Von September 2006 bis Mai 2007 war er Leiter des Referats „Gesundheit“ im Bundeskanzleramt. Anschließend kehrte er 2007 zurück zum baden-württembergischen Ministerium für Arbeit und Soziales und wurde dort Leiter des Referats „Pflege und Altenhilfe, Pflegeversicherung“ sowie stellvertretender Leiter der Abteilung „Sozialversicherung“.
Im Januar 2010 ging er wieder nach Berlin und leitete als Ministerialrat zunächst die Gruppe „Sozial-, Gesundheits-, Arbeitsmarktpolitik“ im Bundeskanzleramt und anschließend die Abteilung „Sozialversicherung, Alterssicherung, Sozialhilfe“ im Bundesministerium für Arbeit und Soziales. Später übernahm er die als Ministerialdirektor die Leitung der Abteilung für „Sozial-, Gesundheits-, Arbeitsmarkt-, Infrastruktur- und Gesellschaftspolitik“ im Bundeskanzleramt.
Im Oktober 2018 wurde Luft unter Bundesministerin Anja Karliczek (CDU) zum Staatssekretär im Bundesministerium für Bildung und Forschung ernannt. Im Zuge der Bildung des Kabinetts Scholz schied er im Dezember 2021 als Staatssekretär aus. Ihm folgte unter der neuen Bundesministerin Bettina Stark-Watzinger (FDP) im Januar 2022 Judith Pirscher als Staatssekretärin.
Im Zuge der Bildung des Kabinetts Merz wurde Luft am 30. Juni 2025 unter Bundesministerin Nina Warken (CDU) zum Staatssekretär im Bundesministerium für Gesundheit ernannt.